# Ambelau jezik
Ambelau jezik (amblau; ISO 639-3: amv), centralnomolučki jezik unutar koje čini istoimenu posebnu podskupinu činji je jedini član. Govori se na Molucima na otoku Ambelau pred jugoistočnom obalom otoka Buru, i na obali otoka Buru u selu Wae Tawa, Indonezija; ukupno osam sela.
Govori ga 5 700 ljudi (1989 SIL), odnosno čitava etnička populacija. S jezikom buru [mhs] nije razumljiv.

## Vanjske poveznice
- Ethnologue (14th)
- Ethnologue (15th)